# Mar Frísio
O mar de Wadden ou mar Frísio (Wattenmeer em alemão, Waddenzee em neerlandês, Waadsee em frísio, Wattensee em baixo-alemão e Vadehavet em dinamarquês) é um mar situado entre as ilhas Frísias e o mar do Norte por um lado e as costas neerlandesa, alemã e dinamarquesa por outro. Formado por planícies marítimas, é muito pouco profundo, inclusivamente durante a maré baixa, quando consiste em grandes planícies arenosas interrompidas por canais de drenagem que evacuam a água (de facto, é possível atravessá-lo a pé, do continente às ilhas ou vice-versa). Há também grandes correntes. Tem cerca de 450 km de comprimento e entre 5 e 30 km de largura, com uma área de cerca de 10 000 km².
Em 26 de junho de 2009 o mar Frísio foi declarado Património Mundial pela UNESCO.

## Meio ambiente

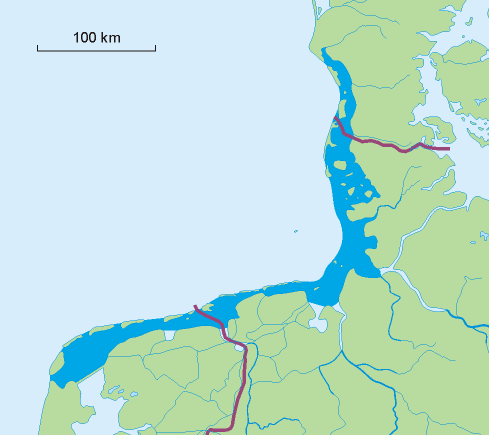
Mapa mostrando o Mar de Wadden em azul escuro

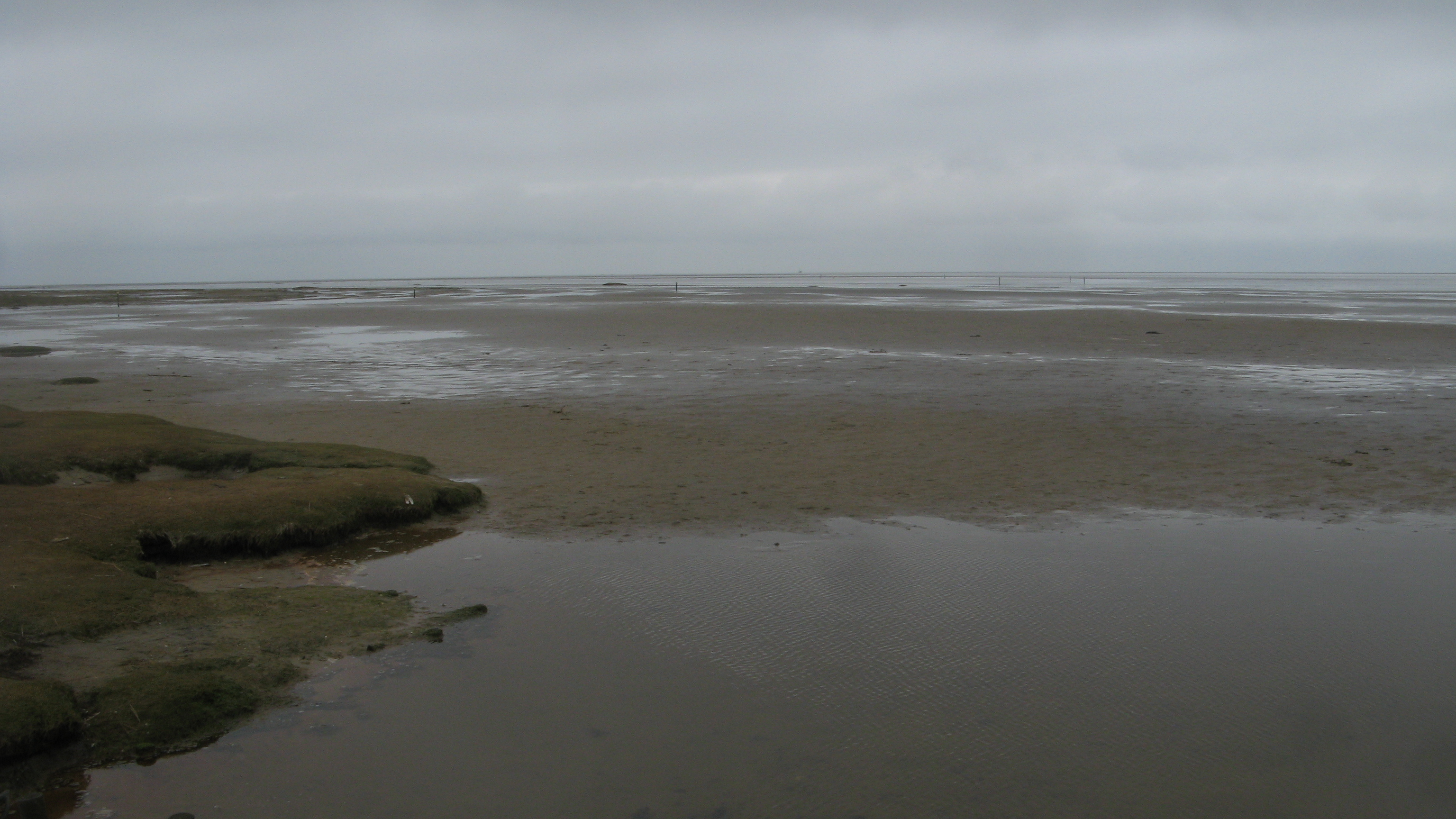
Pântano de sal e lamaçais em Westerhever, Alemanha

A palavra wad é frísio e holandês para "lama plana" (baixo alemão e em alemão:  Watt, em dinamarquês:  Vade). A área é caracterizada por extensas planícies de lama de maré, trincheiras de maré mais profundas (riachos de maré) e as ilhas que estão contidas neste, uma região continuamente disputada por terra e mar.
A paisagem foi formada em grande parte pelas marés de tempestade nos séculos 10 a 14, transbordando e levando antigas turfeiras atrás das dunas costeiras. As ilhas atuais são um remanescente das antigas dunas costeiras.

Em direção ao Mar do Norte, as ilhas são marcadas por dunas e praias de areia larga, e em direção ao Mar de Wadden uma costa baixa e de maré. O impacto das ondas e correntes que transportam sedimentos está mudando lentamente as massas de terra e as costas. Por exemplo, as ilhas de Vlieland e Ameland moveram-se para leste ao longo dos séculos, tendo perdido terras de um lado e adicionando-as do outro.